# サーフライダー (ゲイビデオメーカー)
サーフライダー (英：Surf Rider,略称SFR)は、かつて存在した日本のゲイビデオメーカーである。設立は2003年頃、大阪。SFRシリーズとLahainaシリーズのゲイビデオ・DVD/CD写真集を100タイトル以上出していた。紙媒体の写真集も出していた。2008年にBEST版をリリースしたのを最後に、SFRとしては新作は出していない。
2008年以降、後身メーカー「マップメイト」に引き継がれている。

## サーフライダーの主な作品
- サーフライダー 優雅～ELEGANCY～
- サーフライダー Mission～指令～
- Bluce & Memory ～抱かれて見せろ～

## マップメイト
SFRの事実上の後継で、2008年頃から営業を開始。DVD販売や動画配信を行っている。配信専用の「カレトモ」、「USHIWAK ATHLETE 50」も運営している。